# Fabrice (Adelsgeschlecht)

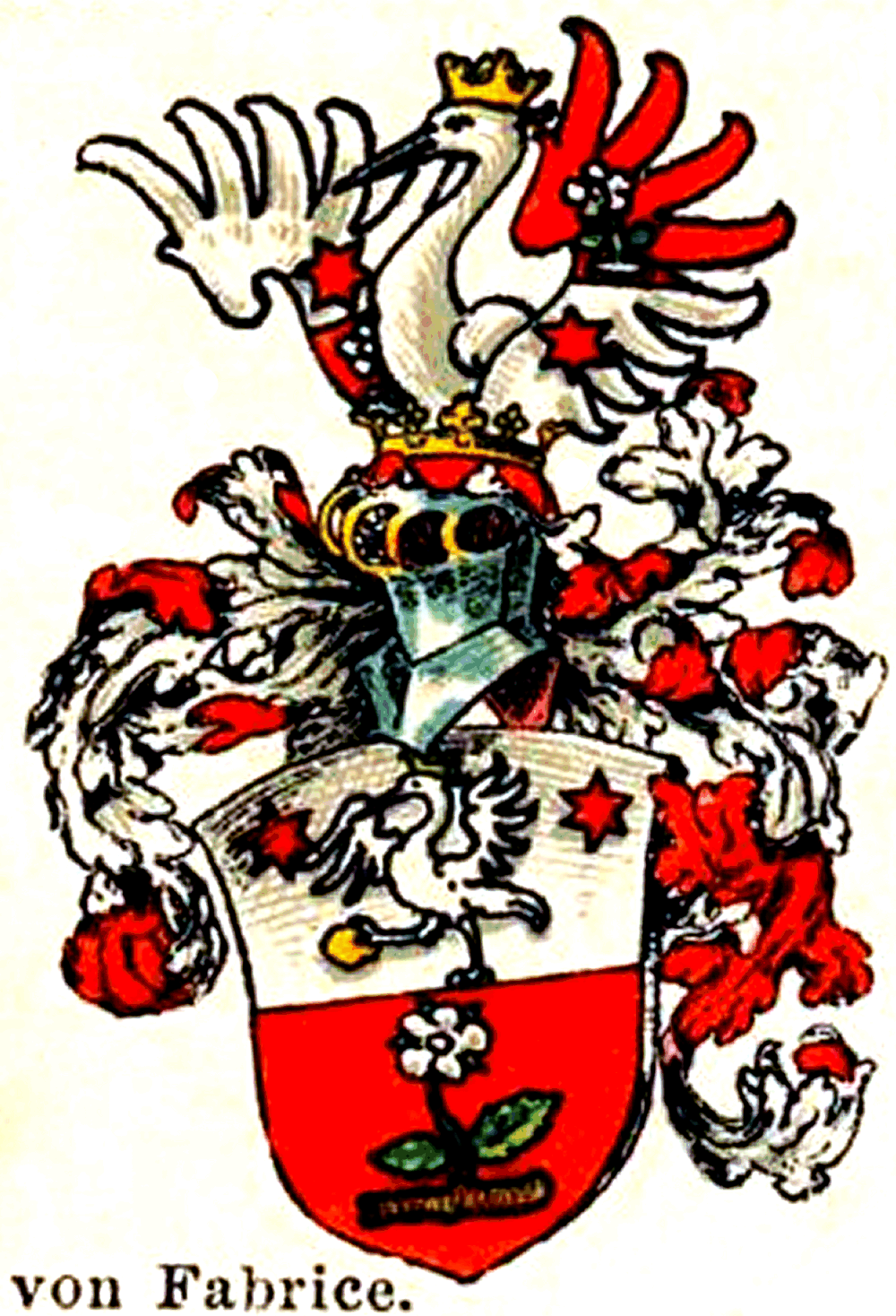
Wappen derer von Fabrice (1644)

Fabrice, auch Fabricius, ist der Name eines deutschen Adelsgeschlechts, das sich ausgehend in Hessen über Mecklenburg und Sachsen ausbreiten konnte, schließlich auch in Preußen zu Ansehen gelangte. Zweige der Familie bestehen bis heute fort.

## Geschichte
Bei der Familie Fabrice handelt es sich ursprünglich um ein hessisches Beamten- und Gelehrtengeschlecht, dessen gesicherte Stammreihe mit dem gräflich-isenburgischen Rat Weiprecht Schmidt genannt Fabricius (* 1551; † 1610) beginnt. Eine Verwandtschaft zu dem in Koblenz geborenen Sebastian Schmidt genannt Fabricius (* 1515; † 1553), seit 1543 Oberpastor in Potsdam und Stammvater derer von Richthofen, ist nicht bekannt, doch ist augenfällig, dass auch jene einen Kranich im zusammengefügten Wappen führen.
Am 19. November 1644 wurden die Brüder Esaias (* 1579; † 1660), landgräflich Hessen-Darmstädter Rat und Vizekanzler, und Philipp Ludwig (* 1599; † 1666), landgräflich Hessen-Darmstädter Geheimer Rat und Kanzler, sowie deren Neffen Conrad Jacob, landgräflich Hessen-Darmstädter Hofrat, nachmals Kanzler, und Johann Reinhard, Söhne des Philipp, gräflich isenburgischer Rat und Kanzleidirektor, von Kaiser Ferdinand III. in Linz in den Reichsadelsstand erhoben. Philipp Ludwig wurde dabei auch zum (nicht erblichen) kaiserlichen Hofpfalzgrafen ernannt.
Die Linie des Hessen-Darmstädter Vizekanzlers Esaias von Fabricius, erwarb durch dessen Sohn, Johann Esaias von Fabricius, Kaiserlicher Hofrat, Kanzler des Wetterauischen Grafenkollegiums und Gesandter der Rheinischen Reichsritterschaft am Kaiserlichen Hof, 1660 den Hof Graß bei Hungen, wurde 1662 vom Kurfürsten von Trier damit belehnt und führte danach den Namen Fabricius von Graß, ab etwa 1730 allein den Namen von Graß, und bekam 1843 vom Herzog von Nassau den Freiherrenstand anerkannt.
Die Linie des Hessen-Darmstädter Kanzlers Conrad von Fabricius (* 1611; † 1675) führte später den Namen Fabrice von Westerfeld so die Söhne Johann Philipp Martin senior (* 1642, † 1692) Hessen-Darmstädtischer Vormundschaftsrat und Comitialgesandter, und Johann Christoph Fabrice von Westerfeld (* 1648; † 1698), gräflich Hanauischer Regierungs-, Justiz- und Konsistorialrat, die beide je eine Tochter des Hessen-Darmstädter Vize-Kanzlers und Gesandten Nikolaus Martin von Drach heirateten. Der Lehnsbrief der Übertragung der Lehnsgüter derer von Westerfeld datiert von 1703.

### Hannover
Von Hessen verbreitete sich die Familie zunächst nach Kurhannover, wo Weipart Ludwig von Fabrice (* 1640; † 1724), ein Sohn des Obengenannten Philipp Ludwig Fabricius, Geheimer Rat und Präsident des Oberappellationsgerichts war. Von seinen Söhnen war Johann Ludwig von Fabrice (* 1676; † 1733) hannoverscher Geheimer Rat und Friedrich Ernst von Fabrice (* 1683; † 1750) hannoverscher Kammerherr und späterer Landdrost. Letzterer genoss das besondere Vertrauen des Kurfürsten und Königs von Großbritannien Georg I., der auch in seinen Armen verstorben sein soll. Der hannoverische Zweig der Familie fand keine weitere Entfaltung und ist erloschen.
Die Fabrice besaßen in Hannover die Güter Brockwinkel, Estorff, Langenhagen und Weihe.

### Mecklenburg
Der Drost und Erbherr auf Roggendorf August Georg Maximilian von Fabrice erhielt am 11. November 1801 das mecklenburgische Indigenat. Roggendorf war neben den Gütern Stammsitz der Familie in Mecklenburg, jedoch auch die Güter Dutzow, Marienthal, Dorotheenhof und Klein Salitz, sämtlich im Amt Gadebusch gelegen, bereits seit 1694 in Familienbesitz. In den Jahren 1737 und 1738 gehörten den Fabrice auch die Güter Harkensee und Rosenhagen im Amt Grevesmühlen. Roggendorf blieb bis zum Jahre 1887 bei der Familie.
Im Einschreibebuch des Klosters Dobbertin befinden sich zehn Eintragungen von Töchtern der Familie von Fabrice von 1816–1870 aus Roggendorf, Burg Stargard und Neustrelitz zur Aufnahme in das adelige Damenstift im Kloster Dobbertin.
1822 wurde diese Linie auch Teil der Adeligen Ganerbschaft des Hauses Alten Limpurg und damit des Patriziats von Frankfurt am Main (s. u.).
Am 20. Juni 1882 kam es mecklenburg-strelitzischen Namensvereinigung Fabrice-Falk, geknüpft an den Besitz des von Falkschen Geldfideikommis dessen Nutznießer Maximilian von Fabrice war.

### Sachsen
Von Mecklenburg begab sich die Familie nach Sachsen in diplomatische Dienste mit Georg Phillipp Fabricius (* 2. Nov. 1642; † 12. Jan 1708) als Gesandter für Sachsen Weimar am Reichstag in Regensburg. Er wurde begleitet von seiner Ehefrau Anna Susanna, geb. Steiner. Sie verstarb mit ihrem Ehemann am gleichen Tag, So ist es beschrieben in der Inschrift der auf dem Gesandtenfriedhof in Regensburg  erhaltenen Grabplatte. Die Platte ist Bestandteil des dort gut erhaltenen Barock-Epitaphs für das Ehepaar.
Später trat man auch in militärische Dienste von Sachsen. So trat Friedrich Joseph Anton von Fabrice (* 1786; † 1850) im Jahre 1804 in königlich sächsische Dienste und avancierte 1832 zum Generalmajor und Oberstallmeister. Sein Sohn Georg Friedrich Alfred von Fabrice (* 1818; † 1891 in Dresden) war ein sächsischer General der Kavallerie und von 1876 bis zu seinem Tod Vorsitzender des sächsischen Gesamtministeriums und damit mehr als 24 Jahre lang sächsische Kriegsminister. Er wurde am 1. Juli 1884 in den sächsischen Grafenstand gehoben. An seinen jüngeren Bruder August Friedrich Oswald von Fabrice (* 1820; † 1898) ist am 9. April 1898 der sächsische Freiherrnstand gekommen. Er verehelichte sich 1844 mit Gräfin Helene von Reichenbach-Lessonitz (* 1825; † 1898), aus der Familie der Hessischen Kurfürsten. Der einzige Sohn Freiherr Wilhelm Friedrich Maximilian von Fabrice (* 1845; † 1914), war zeitweise kurfürstlicher hessischer Kammerherr des letzten Kurfürsten Friedrich Wilhelm I. und außerordentlicher sächsischer Gesandter in München. Mit ihm hat auch die freiherrliche Linie der Fabrice ihren Ausgang gefunden.

### Frankfurt
Johann Philipp Martin Fabrice von Westerfeld junior war Kaiserlicher Wirklicher Rat in der Freien und Reichsstadt Frankfurt, wo seine Kusine Amalia Wilhelmina Fabrice von Westerfeld († 1769) der Patriziergesellschaft Alten Limpurg angehörte, da sie mit Johann Adolph von Glauburg verheiratet war.
1822 wurden die von Fabrice in die Frankfurter Patriziergesellschaft Alten Limpurg aufgenommen, begründet aus Einheirat in das Mitgliedsgeschlecht von Günderrode in den Jahren 1819: Luise Wilhelmine Rosalie Freiin von Günderrode (1800–1832) ⚭ Georg Adolph August Friedrich von Fabrice (1784–1832) bzw. 1821: Marie Friederike Auguste Freiin von Günderrode (1797–1852) ⚭ Christian von Fabrice (1782–1842). Die damals rezipierten Linien erloschen 1945/1966.
Der Geheime Sanitätsrat Philipp Fabricius (* 1839; † 1911), praktizierender Arzt in Frankfurt/Main, erhielt am 27. Mai 1889 preußische Anerkennung des Adelstandes als zum Geschlecht von Fabricius/von Fabrice gehörig. Nach ihm benannte der Frankfurter Arzt Heinrich Hoffmann die Figur Zappel-Philipp in seinem Kinderbuch Struwwelpeter von 1846. Hoffmann war ein Kollege seines Vaters aus dem Team der Frankfurter Armenklinik, des Arztes Friedrich Wilhelm Fabricius. Dr. med. Philipp Julius von Fabricius war verheiratet mit der Gerichtsratstochter Juliane Renner, verwitwete Wagner. Ihr Sohn Wolfgang Philipp fiel als Oberstleutnant 1941 und hatte mit seiner Ehefrau Mila Gerwig keine Nachfahren. Eine gesonderte heraldische Darstellung ist nicht überliefert.

## Wappen
- Das bürgerliche Stammwappen besaß im Schild nur einen waagerecht liegenden Ast mit einer daraus hervorwachsenden gestielten und beblätterten Rose. Auf dem Helm die gestielte Rose zwischen einem Flug, so bei Dr. iur. Conrad Fabricius, Geheimer Rat und hessischer Vizekanzler zu Darmstadt, im Jahre 1633, bzw. einen Ast mit drei Rosen, so im Jahre 1635 bei Dr. Philipp Ludwig Fabricius.[16] Allerdings führte um 1562 in Köln Walter Fabricius (auch Gualtherus Fabritius) in seinem Signet ein Seepferd mit einer Säule, auf welcher ein Kranich, eine Schlange haltend, steht.[17] Eine Verwandtschaft zu diesem Juristen und herzoglich jülichschen Rat ist nicht bekannt, aber da er am 20. Oktober 1578 in den Reichsadelsstand erhoben wurde,[18] könnte dies erklären, warum der Kranich in das Wappen der hessischen Fabricius gelangte, als sie 1644 den Reichsadel erhielten.[19] In dem Zusammenhang ist zu erwähnen, dass das Wappen von 1564 und 1577 der geadelten Fabricius (erst seit um 1638 Schmidt genannt) Ähnlichkeiten aufweist, auch wenn oben der Vogel einen Schwan, und unten der Ast einen Ölbaumast darstellen soll. Ebenfalls erwähnenswert, dass der Kaiserliche Hofpfalzgraf Johann Georg Fabricius (* 1593; † 1668), Doktor der Philosophie und der Medizin, bereits im gevierten Schild in den Feldern 2 und 3 in Gold einen naturfarbenen Kranich führte. Der Nürnberger Kupferstecher Johann Pfann stach 1660 sein Bildnis im Auftrag von Georg Fabricius (* 1632; † 1704). In der gesamten Grafik, bis hin zur Helmzier, ist sein Wappen (bis auf feine Unterschiede in der Farbgebung, nämlich dass das Kranichfeld hier golden ist, und die Anordnung der Felder vertauscht) die exakte Vorlage für das Wappen des 1731 in Wien geadelten kaiserlichen Reichshofratsagenten Andreas Gottlieb Fabricius.[20]

- Das Wappen (1644) ist geteilt, oben in Silber ein wachsamer naturfarbener Kranich, in den oberen Ecken von je einem goldenen Stern belegt, unten in Rot ein querliegender gestümmelter Ast mit einer silbernen Rose und zwei grünen Blättern. Auf dem Helm mit rot-silbernen Decken der Kranich zwischen einem offenen von Silber und Rot übereckgeteiltem Flug, dessen silberne Plätze mit je einem goldenen Stern und dessen rote Plätze mit je einer silbernen Rose belegt sind.[1]
- Das Gräfliche Wappen (1884) ist geteilt, oben in Silber ein wachsamer naturfarbener Kranich, in der erhobenen rechten Klaue einen grauen Stein haltend, rechts und links von je einem goldenen Stern belegt, unten in Rot ein querliegender brauner Ast mit zwei beblätterten grünen Stängeln, daran ein goldbesamte rote Rose. Auf dem Helm mit rot-silbernen Decken, der Kranich zwischen einem offenen von Silber und Blau übereckgeteiltem Flug, dessen silberne Plätze mit je einem goldenen Stern und dessen blaue Plätze mit je dem Rosenzweig belegt sind. Schildhalter: zwei widersehende goldene Löwen.[1]
- Das Freiherrliche Wappen (1898) ist geteilt, oben in Silber ein gekrönter naturfarbener Kranich, in der erhobenen rechten Klaue einen goldenen Stern haltend und von zwei roten Sternen beseitet, unten in Rot ein abgehauener brauner Ast, aus dem eine silberne Rose zwischen zwei grünen Blättern wächst. Auf dem Helm mit rot-silbernen Decken der Kranich zwischen einem offenen von Silber und Rot übereckgeteiltem Flug, dessen rote Plätze je mit der Rose und dessen silberne Plätze je mit einem roten Stern belegt sind.[1]

- Das Wappen der Seitenlinie der Freiherren von Graß (früher Fabricius von Graß) ist geviert mit von Schwarz und Silber gevierten Herzschild (Stammwappen derer von Graes). Der Hauptschild erinnert an das Wappen derer von Fabricius (von Fabrice): in Feld 1 in Silber einwärts ein naturfarbener Fischreiher, Feld 2 und 3 in Silber drei rote Schrägrechtsbalken, Feld 4 in Silber eine sechsblättrige golden-besamte rote Rose. Zwei Helme: auf dem rechten mit schwarz-silbernen Decken ein von Schwarz und Silber übereck-geteilter offener Flug (Stammwappenhelm derer von Graes), auf dem linken mit rot-silbernen Decken der Reiher zwischen offenem, von Silber und Schwarz übereck-geteilten Fluge, die silbernen Plätze mit zwei roten, die schwarzen Plätze mit zwei silbernen Rosen belegt.

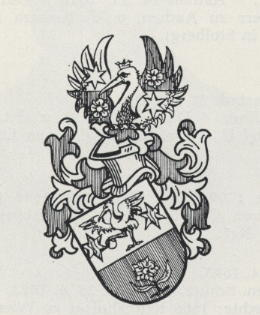
Wappen der Familie Fabrice (1644)
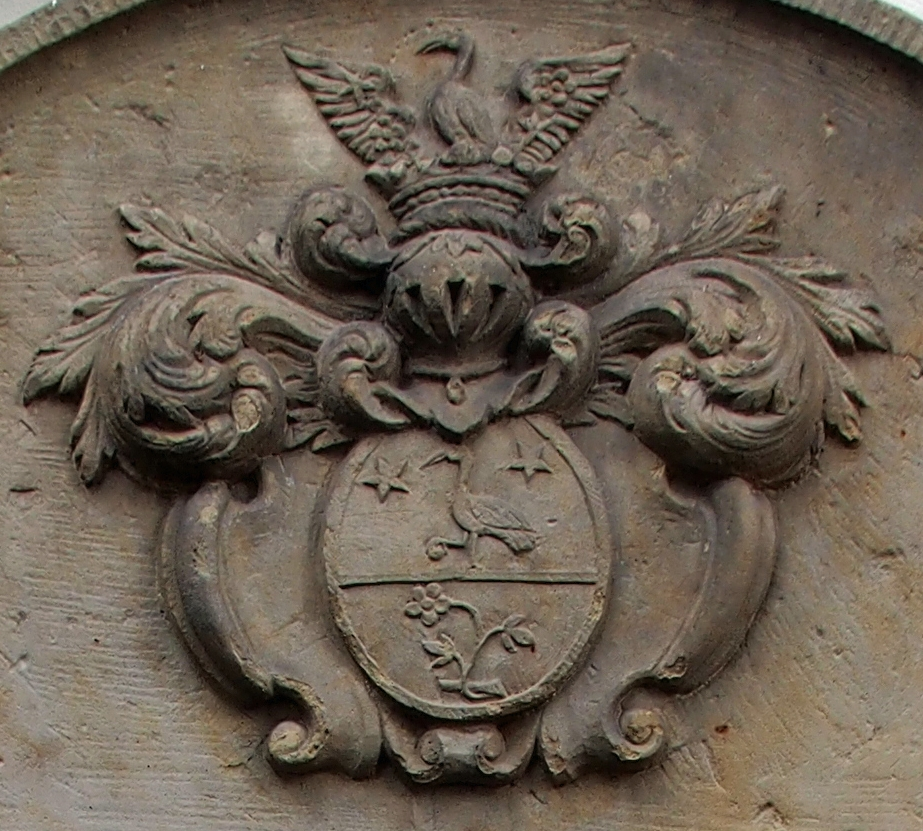
Wappen auf der Grabplatte für Johannetten Lucien Julianen von Fabrice (1674–1730), Tochter von Weipart Ludwig von Schmidt genannt Fabricius
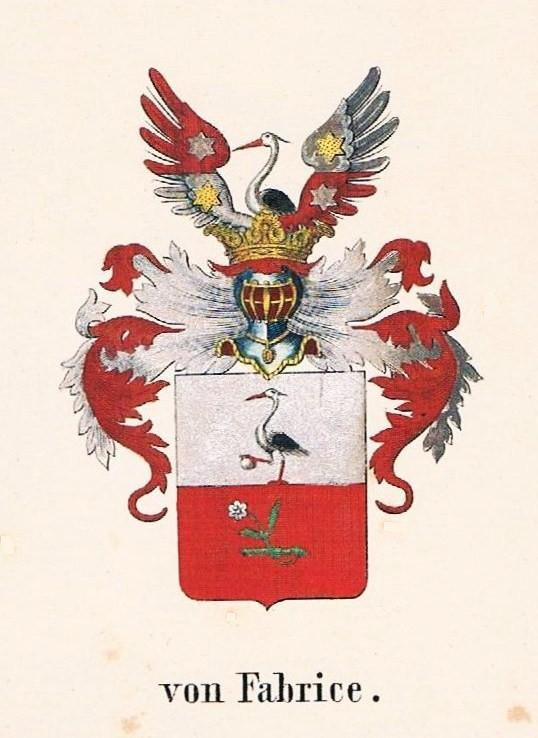
Wappen, wie es die mecklenburgische Linie um 1840 führte

## Angehörige
Weipart von Fabrice, an der Nordseite der Stadtkirche St. Marien in Celle
- Weyprecht Schmidt, genannt Fabricius (1551–1610)
  - Esaias (1579–1660), Jurist und Kanzler in Darmstadt
  - Philipp Ludwig (1599–1666), Jurist und hessischer Kanzler, Kaiserlicher Hofpfalzgraf
    - Eberhard von Fabrice (1630–1698), Jurist und gräflich Mansfeldischer Kanzler zu Eisleben
      - Johann Conrad von Fabrice (1661–1733), Hofrat zu Ratzeburg
        - Justinian Ludwig von Fabrice (1713–1771), Oberhauptmann zu Bruchhausen
          - August Georg Maximilian von Fabrice (1746–1825), kurhannoverscher Drost
            - Christian von Fabrice (1782–1842), großherzoglich hessischer Kammerherr, Oberstallmeister[21]
            - Georg Adolf August Friedrich von Fabrice (1784–1832), mecklenburgischer Oberforstmeister und Kammerherr
              - August Friedrich Ludwig von Fabrice-Falk (1823–1891), mecklenburgischer Landdrost und Kammerherr
                - Maximilian von Fabrice-Falk (1853–1911), Major
                  - Eberhard von Fabrice-Falk (1892–1964), Generalleutnant

              - Georg Friedrich von Fabrice (1830–1908), mecklenburgischer Oberlanddrost

            - Friedrich Joseph Anton von Fabrice (1786–1850), sächsischer Generalleutnant und Oberstallmeister
              - Georg Friedrich Alfred von Fabrice (1818–1891), sächsischer General der Kavallerie und von 1876 bis 1891 Vorsitzender des sächsischen Gesamtministeriums
              - August Friedrich Oswald von Fabrice (1820–1898), deutscher Staatsbeamter
                - Friedrich Wilhelm Maximilian von Fabrice (1845–1914), kurfürstlich-hessischer Kammerherr
                - Ilka von Fabrice (1846–1907), Gründungsmitglied des Münchner Künstlerinnenvereins

    - Weipart Ludwig von Fabrice (1640–1724), hessen-darmstädtischer bzw. kurhannoverscher Diplomat und Staatsmann
      - Johann Ludwig von Fabrice (1676–1733), Geheimer Rat und Kanzler, dann sachsen-weimarischer Kanzler und Diplomat
      - Friedrich Ernst von Fabrice (1683–1750), schwedischer, dann englischer bzw. kurhannoverscher Diplomat

## Weitere Familien
Es sind weitere historische Adelsgeschlechter bekannt, die den Namen Fabrice, teilweise mit zusätzlichem Prädikat, oder Fabricius führten.

### Bayern I

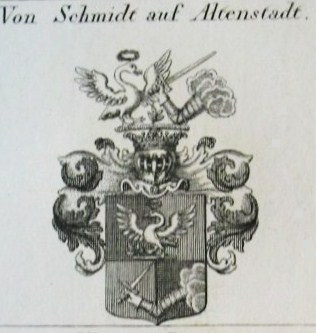
Gebessertes Wappen von 1713 derer von Schmidt auf Altenstadt, die als Fabricius bereits 1564 einen kaiserlichen Wappenbrief und 1577 unter selben Namen den Reichsadel erhielten

Der aus der Oberpfalz stammende kaiserliche Offizier Johannes Fabricius erhielt 1564 zu Wien einen kaiserlichen Wappenbrief mit Lehenartikel. Seine Söhne Georg, auf Altenstadt und Sigritz, Hofmeister der Kaiserlichen Edelknaben, Johann der Ältere und Johann der Jüngere Fabricius erhielten 1577 den rittermäßigen Reichsadelsstand mit Wappenbesserung. Wolfgang Fabricius, auf Altenstadt und Sigritz, verdeutschte den Namen um 1638 in Schmidt. Johann Christoph Anton Schmidt, Kaiserlicher Kammerrat in München, und seine Vettern, die Brüder Johann Georg, Marktvorsteher und Hauptmann der Reichsstadt Nürnberg, und Wolff Christoph Schmidt, markgräflich brandenburg-kulmbachischer Rat, erhielten 1713 eine Reichsadelsbestätigung mit auf Altenstatt und Wappenbesserung.
Wappen (1564)
In Rot ein grüner Ölzweig, auf dem ein flugbereiter silberner Schwan steht, auf dem Kopf ein grüner Lorbeerkranz. Auf dem gekrönten Helm mit rot-silbernen Decken der Schwan auf dem Ölzweig.
Wappen (1577)
In von Schwarz und Rot gespaltenem Schild querliegend ein mit einem golden-beblätterten Zweig bewachsener gestümmelter Ölbaumast, auf dem ein flugbereiter silberner Schwan steht, überhöht von einem grünen Lorbeerkranz. Auf dem Helm mit rechts schwarz-goldenen, links rot-silbernen Decken der Schwan auf dem Ast.
Wappen (1713)
Geteilt: oben wie 1577, unten in von Rot und Schwarz gespaltenem Feld aus einer Wolke hervorgehend ein geharnischter Schwertarm. Auf dem Helm mit Decken wie 1577, einander zugekehrt der Schwan und der Schwertarm auf dem Ast.

### Bayern II

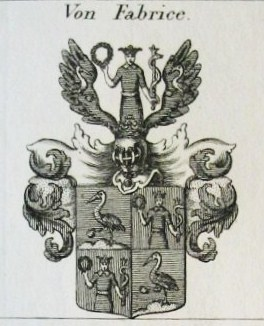
Wappen derer von Fabrice, wie es dem Stammvater 1731 verliehen wurde. Vorbild war ein bereits 1660 auf einem Kupferstich abgebildetes Wappen des kaiserlichen Hofpfalzgrafen Johann Georg Fabricius (1593–1668)

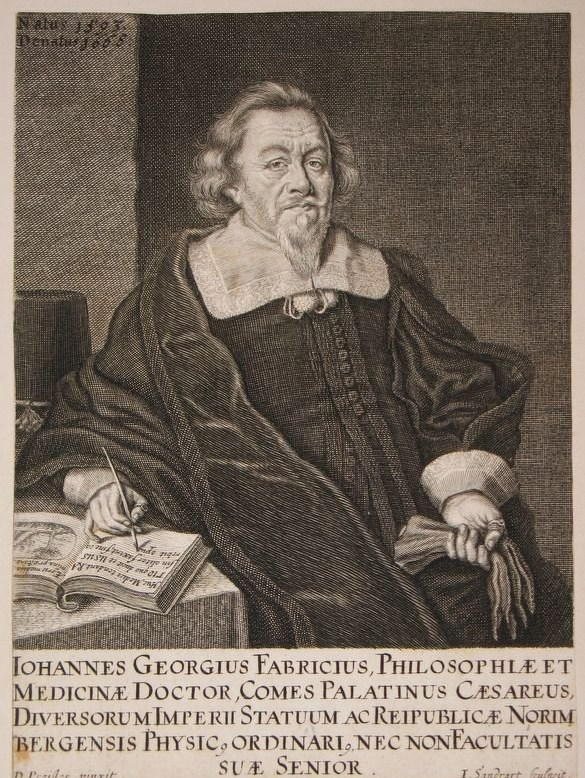
Johann Georg Fabricius (1593–1668), Dr. der Philosophie und der Medizin, Arzt, Physikus in Nürnberg, seit 1622 Ratsherr zu Nürnberg, Leibarzt des Pfalzgrafen von Sulzbach und seit 27. Mai 1659 ad personam kaiserlicher Hofpfalzgraf

Der kaiserliche Reichshofratsagent Andreas Gottlieb Fabricius wurde am 4. September 1731 in Wien in den Rittermäßigen Reichsadelstand gehoben. Sein Enkel, der königlich bayrische Landgerichtsarzt Christian Erich von Fabrice (* 1773) wurde am 17. März 1813 bei der Adelsklasse im Königreich Bayern immatrikuliert.
Wappen (1731)
Der Schild ist geviert, 1 und 4 in Blau, auf goldenem Dreiberg ein natürlicher Kranich mit goldenem Stein in der rechten Klaue, 2 und 3 in Rot, ein wachsender gekrönter Mann in blauem Rock mit goldenem Kragen und Gürtel, der in der Rechten mit zurückgeschlagenem Ärmel einen Lorbeerkranz, in der Linken einen goldenen Äskulapstab empor hält. Auf dem Helm mit blau-silber-rot-goldenen Decken der Mann zwischen einem offenen, beiderseits mit dem hier einwärts gekehrten Kranich belegten blauen Flug.

### Böhmen I
Der Dichter und Philosoph Georg Fabricius (* 1516; † 1571) wurde 1571 in den Reichsadelsstand gehoben. Sein Enkel Philipp Fabricius, Geheimer Sekretär der Statthalterei, erhielt 1618 in Prag als Fabricius von Hohenfall ein Erneuerungsdiplom. Er war unmittelbar Betroffener des Prager Fenstersturzes, den er jedoch überlebte.

### Böhmen II
Georg Fabrici wurde am 29. Dezember 1654 als Fabricius von Lauenburg in den böhmischen Adels- und Ritterstand nobilitiert. Sein Verwandter Valerian Fabricius erhielt am 19. Mai 1674 als Fabricius von Levenburg ein Ritterstandsdiplom. Die Familie blühte im 18. Jahrhundert auch in Schlesien.
Wappen
Der Schild ist längs geteilt, rechts in Gold ein rotes Ankerkreuz, links in Blau ein roter Krebs.

### Rheinland
Am 24. März 1774 ein kurpfälzisches Diplom für eine Familie Fabricius aus der Anna Maria Ernestina von Fabricius am 24. Juni 1829 in die Adelsmatrikel der preußischen Rheinprovinz (Nr. 106) eingetragen wurde. Casper Ludwig Franz von Fabricius war 1836 Erbherr auf dem Gut Rothe Erde bei Aachen.
Wappen (1774)
Der Schild geviert, 1 und 4 in Rot ein schwarzer Ambos, 2 und 3 in Silber ein aus dem äußeren Schildrand hervorkommender, schwarz gekleideter und golden aufgeschlagener Arm, in der Faust einem eisernen Hammer mit grünem Stiel haltend.

### Sachsen-Gotha
Friedrich Fabricius, auch Fabriti genannt Schmidt, Doktor beider Rechte, erhielt als Abgesandter der Fränkischen Ritterschaft 1626 den rittermäßigen Reichsadelsstand und 1629 eine Bestätigung darüber. 1639 schlossen er und Georg Adam Fuchs von Bimbach zu Burgpreppach einen Vergleichsvertrag, betreffend einen Hof und die Schenkstatt zu Zeilitzheim. 1640 wurde ihm als Friedrich Fabritius von Ebersbach gen. Schmidt ein kaiserlicher Pass- und Geleitbrief ausgestellt. Er erwarb 1646 die Dörfer Dörflis und Kottenbrunn, worüber Herzog Ernst I. von Sachsen-Gotha ihm 1650 den Lehenbrief ausstellen ließ. 1651 erhielt er die Anerkennung als sächsischer Landstand.